# El Hotel (obra de Sophie Calle)

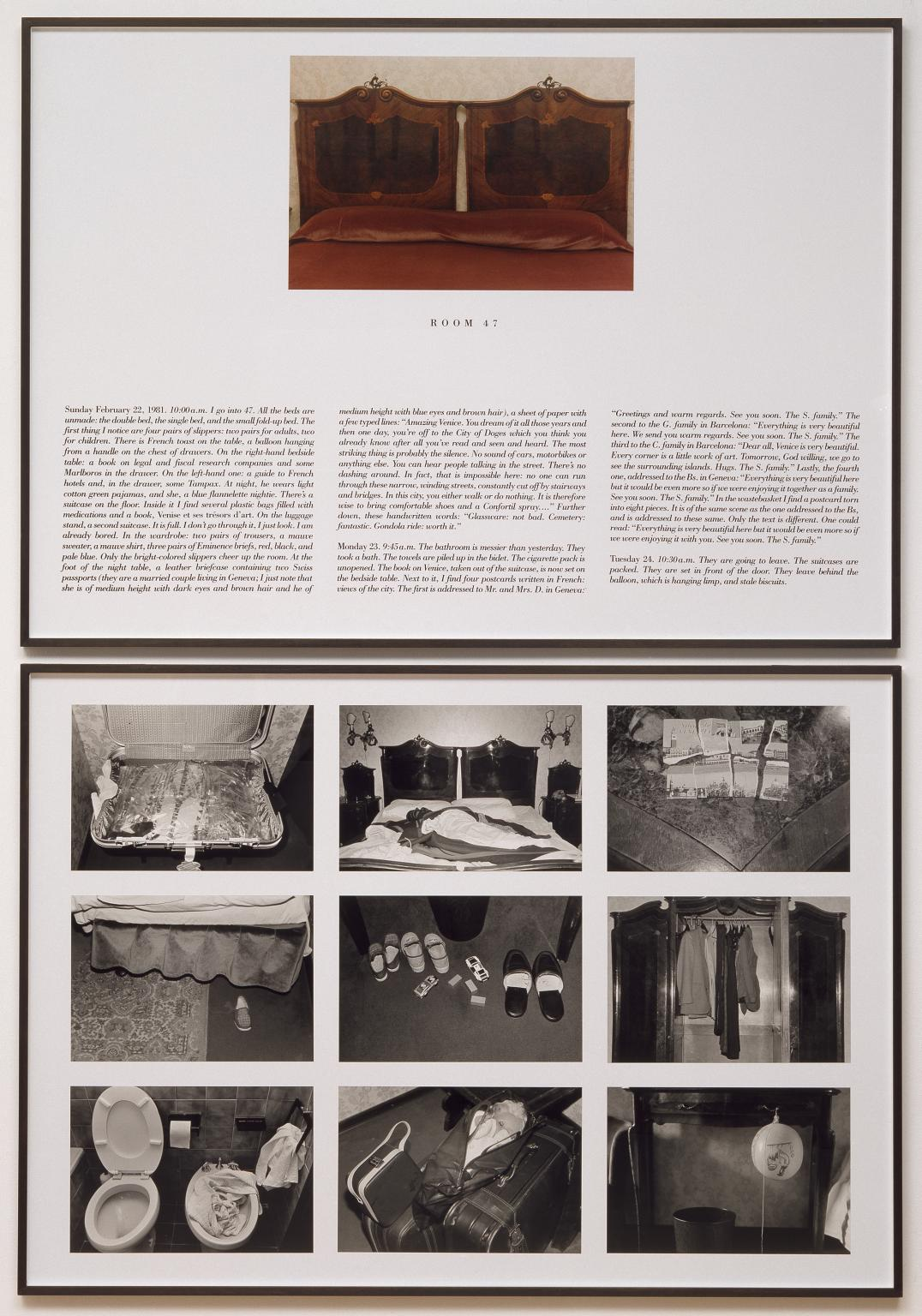
"El hotel", habitación 47, Sophie Calle, 1981.

El Hotel (L'hôtel) es una serie de fotografías que acompañan el diario escrito por la artista Sophie Calle en 1981, cuando le dieron el trabajo de mucama en un hotel de Venecia por tres semanas. En este periodo le asignaron 12 habitaciones para limpiar, en su tiempo de trabajo hacía inventarios y tomaba fotografías de las posesiones de los hospedados, “[…] anotando los trazos de cómo usaron el espacio e instalaciones”. En este diario Calle escribe las características generales de lo que encuentra en las habitación, pero hace especial énfasis en los objetos que le parecen más interesantes, como correspondencia, documentos de identidad, libros, revistas, entre otros. Junto a las entradas del diario la artista organiza de siete a nueve fotografías mostrando los objetos y el espacio de la habitación de hotel. Esto último lleva a que Calle use la fotografía y el texto cómo herramientas para proveer evidencias de su existencia, así como para exponer las tensiones entre lo público y lo privado; indiferencia y deseo; y el observador y lo observado. De esta forma, El Hotel muestra una vez más la habilidad casi detectivesca de Calle para perseguir extraños e investigar sus vidas privadas, un elemento característico de esta artista.
En su formato de exhibición cada habitación se expone individualmente en forma de díptico con los textos descriptivos de Calle en la parte superior (acompañados por fotos de los cabezales de las camas) y las fotografías de la habitación agrupadas en la sección de abajo. Esto último es relevante porque en diferentes colecciones del mundo pueden encontrarse entradas del diario de Calle, es decir que pese a conformar una serie cada habitación puede apreciarse de forma independiente. A continuación se ejemplificarán los lineamientos de la serie con la Habitación 44 y Habitación 47.

## El conceptualismo de Calle y su estudio de la vida diaria
La ubicación histórica de Calle como una artista conceptual se debe a que en su producción artística, sin excepción, sigue una proposición nominal a lo largo de toda la obra. En el caso de El Hotel Calle declara en el prólogo del diario el performance que llevó a cabo para producir la serie, estipulando así unas reglas de juego para su investigación:
“En el transcurso de mis deberes de limpieza examinaba las pertenencias personales de los huéspedes y observaba por medio de detalles vidas que eran desconocidas para mí. El viernes 6 de marzo mi trabajó llegó a su fin”
Aunque Calle no establece textualmente un concepto a seguir, la anulación de la dicotomía entre lo público y lo privado sale a relucir por medio del estudio de la vida diaria. En esta serie la artista muestra como las personas habitan el espacio transitorio del hotel y registra sus patrones de comportamiento en un diario que también cumple la función de archivo. Para cada habitación las fotografías exhiben los diferentes objetos comentados en su entrada escrita en un acto de selección y clasificación. De esta forma, Calle emplea métodos de indagación e investigación que recuerdan a los trabajos de campo y observación propios de la antropología, pues se inserta a sí misma en contextos sociales cuidadosamente elegidos, revelando aspectos de las acciones y objetos del día a día
Tal forma de trabajo se evidencia en la Habitación 47, donde se muestra en la parte de arriba una fotografía del cabezal de la cama con sábanas de satín rojizas, un posible antes o después de la llegada de los huéspedes. Bajo esta foto se encuentran las tres entradas que hizo Calle los días 22, 23 y 24 de febrero, las cuales describen las pertenencias de un matrimonio Suizo y sus dos hijos: su ropa, libros, valijas, incluso los pasaportes y correspondencia. Así mismo, la artista describe cómo ha encontrado el espacio en sus visitas, la cama sin tender, el baño en desorden y los objetos dejados atrás después de que los huéspedes se fueran. A forma de ilustración Calle hace un registro de nueve fotografías en blanco y negro de diferentes objetos ubicados en el espacio de la habitación. De izquierda a derecha estas muestran una valija abierta, la cama sin arreglar, los trozos rotos de una postal reorganizados, un zapato solitario al pie de la cama, tres pares de zapatos con algunos juguetes, un armario abierto, la taza del baño, las valijas organizadas en la entrada y un globo desinflado colgando de una mesa.
El lenguaje visual de estas fotos es similar a la fotografía forense pues como explica Michael Sheringham: “Se asemejan a las tomas de escenas del crimen hechas por un fotógrafo como Weegee”. Es decir que en las fotos Calle deja los objetos en su contexto como evidencias del comportamiento de los huéspedes, esto se ve las fotos de las valijas, el inodoro y las dos donde se muestran los zapatos. Otras fotografías muestran un trabajo cuidadoso de composición común en el fotorreportaje, como la de la cama sin tender, donde pese al desorden de sábanas, la cabecera, lámparas y mesas de noche forman un equilibrio sobre el eje vertical. Lo mismo sucede con la foto del armario abierto y el globo desinflado, aunque esta última usa la mesa como marco y permite el trazo de una diagonal de izquierda a derecha, oponiendo así el globo blanco con la caneca negra. Aun así, se debe resaltar que Calle aborda las facetas íntimas de la interacción humana a partir de métodos de investigación propios de la antropología, como el trabajo de campo y la observación participante.
Sin embargo, no se puede obviar el hecho de que algunas fotografías muestran una manipulación por parte de la artista, como la postal rota y la valija abierta, lo que no corresponde con el acercamiento forense o de reportaje. Aunado a esto, la artista registra en escrito su relación con los objetos observados, porque al husmear por el espacio los juicios y preferencias de la artista se evidencian en cada entrada, lo que termina en afirmaciones como; “Solo observo. Ya estoy aburrida”. Con esto, el trabajo de Calle se aleja de la objetividad exigida por los estudios antropológicos para mostrar su subjetividad y mirada de artista. En este orden de ideas, la investigación de Calle no se trata únicamente de una observación casi científica de unos agentes en un contexto, sino de una inmersión que revela aspectos de ella misma y del mundo fenomenal. Así mismo, como la misma artista explica: “No me importa la verdad, me importa el arte, el estilo, la escritura y el acto de ocupar la pared”. Con lo que Calle muestra su faceta más conceptual, problematizando los límites entre estudios antropológicos y el arte, así como la objetividad aparente y la subjetividad con la que hace sus obras.

## Difuminando los límites de lo público y lo privado
Pese a que Calle no lo dice de forma textual, los conceptos que atraviesan toda esta serie son los límites entre lo público y lo privado, y como estos se eliminan cuando la artista empieza su investigación. Para entender a profundidad la forma en la que Calle transgrede esta dicotomía se debe tener en cuenta el contexto en el cual se inserta: la habitación de un hotel. Como tal, no se trata de un espacio que le pertenezca a los huéspedes, pero como ya se ha visto, cuando las personas lo empiezan a habitar también lo transforman. La habitación entonces se convierte en un hogar temporal donde el huésped puede considerarse anfitrión para cualquiera que entre a este espacio. Dada esta relación la mucama (el personaje interpretado por Calle) se convierte en una intrusa de este lugar privado así tenga las llaves, y aunque el hotel es un establecimiento encargado de ofrecerle a sus clientes servicios de comida y limpieza, no puede garantizar que nadie con malas intenciones tenga acceso a las habitaciones. Las acciones de Calle en la Habitación 44 son la prueba de esto.
De forma similar a la anterior habitación, Calle describe las posesiones de una mujer que finalmente es acompañada por un hombre en su alojamiento. Tras esto la artista relata cómo después de algunos días no pudo visitar la habitación por la presencia del letrero “No molestar” y cuando finalmente entra a hacer la limpieza encuentra en el armario el espejo que debía estar frente a la cama. En esta ocasión Calle no solo husmea entre los objetos, sino que también los usa: “Me aplico perfume, me pongo un poco de maquillaje, limpio la habitación y me retiro”. Esta forma de intrusión es sin duda más violenta que el ejemplo antes visto, porque por medio del diario y archivo fotográfico la mucama (Calle) ya no representa la hospitalidad del hotel con sus huéspedes, sino que se convierte en una intrusa. En esta medida, las fotografías de Calle no solo transgreden el espacio privado, sino también las expectativas de una mucama y las etiquetas de performance social que gobiernan esta labor.
Sin embargo, la violación del espacio privado no se limita al acto de husmear y usar la propiedad ajena, sino que también incluye el acto de tomar fotografías de determinados objetos. En esta entrada las fotos no evidencian una manipulación, a excepción de la valija abierta, y las tomas se asemejan más a las antes mencionadas fotografías de escenas del crimen, con los objetos aparentemente captados tal cual. De izquierda a derecha se muestran: la cama sin tendida, ropa secándose en la cortina de la ducha, tres pares de zapatos organizados junto la basura, una maleta abierta con una máscara y jeringas, la mesa de noche con varios objetos encima, otra mesa con instrumentos médicos, prendas desordenadas sobre la cama, un espejo de pared y la misma pared pero sin el espejo. De estas fotografías resaltan aquellas que muestran la ropa de los huéspedes, incluyendo ropa interior. El acto de captar imágenes sin autorización de este tipo de objetos es una transgresión a la privacidad porque, como explica Karin Wagner: “La ropa interior es lo más cercano al cuerpo, como una segunda piel que cuando es retirada guarda la impresión de los cuerpos”.
Aunque en este caso la interacción Calle con estos objetos es visual y por ende lejana, pero por esto no deja de ser íntima. Además, el uso del lenguaje visual del fotorreportaje y la similitud con una escena del crimen hace más violenta esta acción, pues los huéspedes se convierten en objeto de escrutinio y en algunos casos, vouyerismo; aún más si se tiene en cuenta que esas fotografías finalmente serían compartidas con los espectadores y lectores de la serie. Es con esta última acción de publicar y exponer su trabajo que Calle termina por difuminar las barreras entre lo público y lo privado.